# Championnats d'Europe de judo 2020
Navigation
Édition précédente Édition suivante
Les championnats d'Europe de judo 2020, trente-quatrième édition des championnats d'Europe de judo réunifiés, ont lieu du 19 au 21 novembre 2020 à l'O2 Arena de Prague, en Tchéquie.
La compétition, initialement prévue du 1er au 3 mai 2020, est reportée une première fois du 8 au 10 novembre 2020, puis du 19 au 21 novembre en raison de la pandémie de Covid-19. La crise sanitaire entraîne le forfait de la délégation britannique.

## Podiums

### Femmes
| Épreuves                          | Or                  | Argent              | Bronze                                    |
| --------------------------------- | ------------------- | ------------------- | ----------------------------------------- |
| Moins de 48 kg poids super-légers | Shirine Boukli      | Andrea Stojadinov   | Distria Krasniqi Katharina Menz           |
| Moins de 52 kg poids mi-légers    | Odette Giuffrida    | Andreea Chițu       | Estrella López Sheriff Charline Van Snick |
| Moins de 57 kg poids légers       | Hedvig Karakas      | Telma Monteiro      | Sarah-Léonie Cysique Theresa Stoll        |
| Moins de 63 kg poids mi-moyens    | Clarisse Agbegnenou | Magdalena Krssakova | Juul Franssen Martyna Trajdos             |
| Moins de 70 kg poids moyens       | Margaux Pinot       | Sanne van Dijke     | Marie-Ève Gahié Madina Taimazova          |
| Moins de 78 kg poids mi-lourds    | Madeleine Malonga   | Luise Malzahn       | Loriana Kuka Karla Prodan                 |
| Plus de 78 kg poids lourds        | Romane Dicko        | Iryna Kindzerska    | Yelyzaveta Kalanina Rochele Nunes         |

### Hommes
| Épreuves                          | Or                  | Argent                | Bronze                               |
| --------------------------------- | ------------------- | --------------------- | ------------------------------------ |
| Moins de 60 kg poids super-légers | Robert Mshvidobadze | Yago Abuladze         | Francisco Garrigós Jorre Verstraeten |
| Moins de 66 kg poids mi-légers    | Orxan Səfərov       | Tal Flicker           | Kilian Le Blouch Denis Vieru         |
| Moins de 73 kg poids légers       | Victor Sterpu       | Lasha Shavdatuashvili | Tommy Macias Rüstəm Orucov           |
| Moins de 81 kg poids mi-moyens    | Tato Grigalashvili  | Ivailo Ivanov         | Matthias Casse Luka Maisuradze       |
| Moins de 90 kg poids moyens       | Mikhail Igolnikov   | Nemanja Majdov        | Beka Gviniashvili Mammadali Mehdiyev |
| Moins de 100 kg poids mi-lourds   | Peter Paltchik      | Arman Adamian         | Jorge Fonseca Zelym Kotsoiev         |
| Plus de 100 kg poids lourds       | Tamerlan Bashaev    | Inal Tasoev           | Levani Matiashvili Guram Tushishvili |

## Tableau des médailles
| Rang  | Nation      | Or | Argent | Bronze | Total |
| ----- | ----------- | -- | ------ | ------ | ----- |
| 1     | France      | 5  | 0      | 3      | 8     |
| 2     | Russie      | 3  | 3      | 1      | 7     |
| 3     | Géorgie     | 1  | 1      | 4      | 6     |
| 4     | Azerbaïdjan | 1  | 1      | 3      | 5     |
| 5     | Israël      | 1  | 1      | 0      | 2     |
| 6     | Moldavie    | 1  | 0      | 1      | 2     |
| 7     | Hongrie     | 1  | 0      | 0      | 1     |
| 7     | Italie      | 1  | 0      | 0      | 1     |
| 9     | Serbie      | 0  | 2      | 0      | 2     |
| 10    | Allemagne   | 0  | 1      | 3      | 4     |
| 11    | Portugal    | 0  | 1      | 2      | 3     |
| 12    | Pays-Bas    | 0  | 1      | 1      | 2     |
| 13    | Autriche    | 0  | 1      | 0      | 1     |
| 13    | Bulgarie    | 0  | 1      | 0      | 1     |
| 13    | Roumanie    | 0  | 1      | 0      | 1     |
| 16    | Belgique    | 0  | 0      | 3      | 3     |
| 17    | Espagne     | 0  | 0      | 2      | 2     |
| 17    | Kosovo      | 0  | 0      | 2      | 2     |
| 19    | Croatie     | 0  | 0      | 1      | 1     |
| 19    | Suède       | 0  | 0      | 1      | 1     |
| 19    | Ukraine     | 0  | 0      | 1      | 1     |
| Total | Total       | 14 | 14     | 28     | 56    |